# Pont de Foundiougne
Der Pont de Foundiougne im Süden Senegals ist eine Spannbetonbrücke für die Nationalstraße N 9 über den Fluss Saloum bei der Stadt Foundiougne im Département Foundiougne der Region Fatick. Der Fluss markiert an dieser Stelle die Grenze zwischen dem Département Fatick im Norden und dem Département Foundiougne im Süden. Die mautpflichtige Brücke wurde am 16. Januar 2022 als Ersatz der Fährverbindung Bac de Foundiougne dem Verkehr übergeben. Sie wird als längste Brücke Westafrikas bezeichnet.
Foundiougne liegt in dem amphibischen und der Gezeitenströmung ausgesetzten Sine-Saloum-Gebiet am Südufer des Saloum-Hauptarms gegenüber der Einmündung des Sine auf einer rund 42 km² großen Insel im Mündungsdelta, zusammen mit anderen Orten wie Mbam und Soum. Der Saloum hat in Höhe der Stadt unter dem auswaschenden Einfluss der Gezeitenströmungen, 41 Kilometer von der Einmündung in den Atlantik entfernt, eine Breite von rund 1400 Meter erlangt. Die Stadt war vor dem Brückenbau von den wirtschaftlichen Zentren Senegals auf dem Landweg nur von Osten mit zwei Damm-Brücken-Konstruktionen über Passy und Kaolack erreichbar und lag damit in einer benachteiligten Randlage. Der Landweg von der Regionalpräfektur Fatick nach Foundiougne verkürzt sich durch den Brückenbau von 106 auf 28 Kilometer. Die Brücke schließt die Lücke in der N9, die bis 2012 als Regionalstraße R 61 klassifiziert war, und für die als Lückenschluss bisher der Fährbetrieb der Doppelendfähre Îles du Gandoul gedient hatte.
Seit 2014 gab es konkrete Pläne zum Bau einer Brücke über den Saloum, die die wirtschaftliche Entwicklung des ganzen Umlandes von Foundiougne entscheidend verbessern sollte. Ein chinesisches Joint Venture unter Führung der China Great Wall Industry Corporation begann im Februar 2018 mit den Bauarbeiten. Östlich von Foundiougne wurde zunächst auf einem rechteckigen Areal von 350 Meter mal 150 Meter ein Bauhof als Base vie chinoise angelegt (14° 7′ 40″ N, 16° 27′ 38″ W). Am 6. Juni 2021 war der Brückenrohbau mit der Montage aller tragenden Teile abgeschlossen. Der Ausbruch von COVID-19 hatte die Arbeiten verzögert, weil viele Ingenieure nach einigen Wochen in China Schwierigkeiten hatten, nach Senegal zurückzukehren. Getragen wird das 1290,90 Meter lange Bauwerk zwischen den Widerlagern der beiden Brückenköpfe von 31 Doppelpfeilern. Die Brücke ist elf Meter breit, hat eine Fahrbahn in jede Richtung und zwei seitliche Fußgängerwege. Die maximale Durchfahrtshöhe für die Schifffahrt auf dem Saloum wird mit 28 Meter lichte Höhe angegeben. Das Fahrwasser der höchsten Brückenöffnung hat eine Breite von 40 Meter. Der nördliche Brückenkopf (14° 8′ 29″ N, 16° 28′ 17″ W) ist den neuen Hafenanlagen und dem Tanklager bei Ndakhonga benachbart. Der Brückenkopf am Südufer (14° 7′ 51″ N, 16° 28′ 1″ W) führt über einen neuen Rond-Point direkt in die Ortsmitte von Foundiougne. Die Lebensdauer der Brücke ist auf 100 Jahre ausgelegt. Neben dem Bau der Brücke umfasst das Projekt eine 50 Meter lange Zufahrtsstraße und eine 300 Meter lange Zufahrtsbrücke auf der Ndakhonga-Seite sowie eine 108 Meter lange Zufahrtsstraße auf der Foundiougne-Seite. Insgesamt ist die Brücke 1748,2 Meter lang. Die zulässige Höchstgeschwindigkeit beträgt 80 km/h. Die Baukosten belaufen sich auf insgesamt 71 Millionen US-Dollar (über 41 Milliarden Franc CFA). Die Brücke soll zusammen mit den neuen Hafenanlagen und dem Tanklager am Nordufer bei Ndakhonga den Wirtschaftsstandort Foundiougne deutlich attraktiver machen.
Die Benutzung der Brücke war an den ersten Tagen kostenfrei. Ab 1. Februar 2022 waren folgende Mauttarife vorgesehen: Fußgänger: kostenlos, 500 Franken für Motorräder, 2000 Franken für Kleinfahrzeuge, 3000 Franken für Kleintransporter und Kleinbusse und 15 000 Franken für Großtransporter und Großbusse. Der Verkehr von Karren (charrettes) ist nicht erlaubt. Die Höhe der Tarife ist bei der betroffenen Bevölkerung umstritten. Sie benachteilige die Wettbewerbsfähigkeit der Wirtschaft. Am 26. März 2022 widmete Staatspräsident Macky Sall die Brücke unter dem Namen Pont à Péage Nelson Mandela dem Verkehr und verkündete zugleich eine Ermäßigung der Mauttarife.